# Apolinary Rybicki
Apolinary Rybicki, ps. „Leszek”, „Szczur” (ur. 16 listopada 1913 w Chraponi k. Sierpca, zm. 6 sierpnia 1947 w Warszawie) – żołnierz Batalionów Chłopskich, Armii Krajowej. Komendant powiatowy Milicji Obywatelskiej w Biskupcu Reszelskim (1946). Po odejściu z MO we wrześniu 1946 członek Ruchu Oporu Armii Krajowej. Skazany na śmierć w styczniu 1947, stracony 6 sierpnia 1947.

## Dzieciństwo i młodość
Apolinary Rybicki urodził się 16 listopada 1913 w Chraponi (powiat Sierpc) w rodzinie Antoniego i Wandy z domu Kołodziejskiej. Ojciec był właścicielem gospodarstwa rolnego. W 1925, po sprzedaniu gospodarstwa, rodzina przeniosła się do Wróblewa (w powiecie mławskim).
W 1928 ukończył szkołę powszechną i rozpoczął naukę w mławskim gimnazjum, przerwaną po roku. W latach 1936–1937 odbywał służbę wojskową w 32 pułku piechoty stacjonującym w Twierdzy Modlin. Ukończył służbę w stopniu kaprala i do wybuchu II wojny światowej pracował jako instruktor przysposobienia wojskowego, jak również wychowania fizycznego w powiecie mławskim.

## II wojna światowa
W czerwcu 1939 został zmobilizowany do Wojska Polskiego. W czasie kampanii wrześniowej brał udział w bitwie pod Mławą i obronie Modlina. Szlak bojowy zakończył pod koniec września walkami w rejonie Lublina, gdzie został awansowany do stopnia sierżanta. Po zakończeniu walk dostał się do niewoli niemieckiej, w której przebywał przez 3 tygodnie.
Po powrocie z niewoli powrócił do Wróblewa i zamieszkał z rodzicami. 11 listopada 1939 został aresztowany jako zakładnik i osadzony w mławskim więzieniu, skąd po półtoramiesięcznym pobycie powrócił do Wróblewa. W lutym 1940 próbował przekroczyć granicę pomiędzy Mazowszem (wcielonym do III Rzeszy) a Generalnym Gubernatorstwem. Próba mogła być związana z pełnieniem zadań konspiracyjnych. Został aresztowany przez niemiecką żandarmerię i osadzony w obozie przejściowym w Działdowie, skąd po siedmiu miesiącach został skierowany na roboty przymusowe do Olsztyna. W 1943 otrzymał przepustkę na czasowy powrót z robót przymusowych.
Za pośrednictwem swojego brata, Weneranda, nawiązał kontakt ze Stronnictwem Ludowym „Roch” i oddziałami BCh. Kierownik SL „Roch” w powiecie mławskim, Józef Makowski ps. „Środa” (bliski krewny Rybkickich) przekazywał Apolinaremu prasę podziemną wydawaną przez ruch ludowy. Makowski, zagrożony aresztowaniem przez Niemców, przeniósł się po kilku tygodniach do powiatu sierpeckiego, gdzie również objął kierownictwo „Rocha”. W grudniu 1943 Rybicki również przeniósł się w okolice Sierpca i zamieszkał w gospodarstwie swojego brata w miejscowości Budy Milewskie. Prawdopodobnie pełnił wówczas funkcję łącznika między BCh i SL „Roch” w sąsiednich powiatach. Miał używać pseudonimu „Szczur”. Możliwe również, że współpracował z AK, której komendantem w pobliskiej placówce Koziebrody był Leon Ziółkowski ps. „Lis”. Współpraca z dwiema organizacjami konspiracyjnymi nie stanowiła w powiecie sierpeckim wyjątku.
Pozostawał w Budach Milewskich do czasu wkroczenia Armii Czerwonej na północne Mazowsze (styczeń 1945), następnie powrócił do Wróblewa. 10 kwietnia 1945 zapisał się do Stronnictwa Ludowego.

## Okres powojenny
22 sierpnia 1945 ożenił się z Anną Elżbietą Makowską.
W maju 1946 został starszym referentem Służby Zewnętrznej Komendy Wojewódzkiej Milicji Obywatelskiej. Nie można wykluczyć, iż został skierowany do pracy w MO przez konspirację poakowską. 28 sierpnia otrzymał skierowanie do Centrum Wyszkolenia MO w Słupsku. Otrzymał pozytywną charakterystykę służbową:„Demokrata, zachowanie b. dobre, wyszkolenie wojskowe fachowe b. dobre, zdyscyplinowany, karny obowiązkowy, posiada zdolności wojskowe, nadaje się na stanowisko kierownika Służby Zewnętrznej.
W maju 1946 został mianowany komendantem powiatowym MO w Biskupcu Reszelskim. Związek ze Stronnictwem Ludowym w czasie poprzedzającym referendum ludowe sprawił, że przełożeni zaczęli podejrzewać Rybickiego o kontakt z PSL i traktować jako „niezupełnie pewnego”. Pojawiły się oskarżenia o pijaństwo i malwersacje. Rybicki był wzywany do raportu i zmuszony do składania wyjaśnień. Wobec groźby aresztowania 29 września 1946 porzucił służbę w MO. Ukrywał się w powiecie mławskim oraz u brata w Budach Milewskich, gdzie miał urządzony schron jeszcze z czasów okupacji niemieckiej.
W listopadzie 1946 z Rybickim skontaktował się Leon Ziółkowski ps. „Lis”, komendant Rejonu III Obwodu „Mewa” Ruchu Oporu Armii Krajowej. Rybicki przyjął pseudonim „Leszek” i został zastępcą komendanta rejonu. Został również odpowiedzialnym za magazyn broni obwodu.
Niedługo później, 3 stycznia 1947, został aresztowany wraz z Kazimierzem Dyksińskim „Kruczkiem” przez Powiatowy Urząd Bezpieczeństwa Publicznego w Sierpcu. 5 dni później, 8 stycznia 1947 Wojskowy Sąd Rejonowy w Warszawie na sesji wyjazdowej w Sierpcu skazał obu konspiratorów na karę śmierci. Tego samego dnia obaj uciekli z aresztu PUBP. W uciecze pomógł im pracownik MO i współpracownik ROAK Korzeniewski. Rybicki ukrywał się później w powiecie mławskim.
W maju 1947 w Międzyzdrojach próbował wynająć kuter rybacki, którym miał przedostać się wraz z żoną na Zachód. 30 maja został aresztowany przez UB ze Świnoujścia. Był przetrzymywany w więzieniu w Warszawie. Prokuratura wstrzymała prośbę do prezydenta Bolesława Bieruta o ułaskawienie. Wyrok śmierci z 8 stycznia 1947 został wykonany 6 sierpnia 1947 r. o godzinie 21:15 w więzieniu na warszawskiej Pradze.
Żona Anna Elżbieta, aresztowana wraz z mężem, została zwolniona bez wyroku sądowego.
Pochowany w kwaterze 45N Cmentarza Bródnowskiego w Warszawie.

## Niejasności życiorysu
Istnieją niejasności co do udziału Rybickiego w konspiracji pod okupacją niemiecką. Nie jest wykluczone, że związał się z konspiracją już pomiędzy rokiem 1939 a 1940. W lutym 1940 został aresztowany przez Niemców na granicy Rzeszy i Generalnego Gubernatorstwa w czasie próby nielegalnego jej przekroczenia, co mogło być związane z działaniami konspiracyjnymi.
W nielicznych istniejących publikacjach na temat Rybickiego podawana jest informacja o jego przynależności do AK lub NSZ.
W 1945, po wstąpieniu do Stronnictwa Ludowego, Rybicki wystarał się o zaświadczenie o przynależności do BCh. Być może miało ono jedynie stanowić ochronę przed represjami i próbą ukrycia przynależności do AK. Nie można również wykluczyć, że na decyzję o wstąpieniu do Milicji Obywatelskiej miała wpływ praca w konspiracji poakowskiej.